# ランカシャー・ホットポット
ランカシャー・ホットポット（Lancashire hotpot）は、伝統的なイングランド料理である。ラムかマトンとタマネギを厚手の鍋に入れ、スライスしたジャガイモで覆い、低温のオーブンで一日かけて焼く。元々イングランド北西部にあるランカシャーでの重工業化時代に端を発し、最小限の手間で準備できるように作られてきた。比較的安価で大人数に提供できるため、イングランドではパーティーで供されることもある。

## 歴史
工業化以前のランカシャーでは、労働者が家で糸を紡いでいる間、マトンのスクラグ（首肉）を弱火でじっくりと煮込むのが普通で、家族の誰かがときどき煮込みの面倒を見ることができた。重工業化と都市化の初期には、あらゆる年齢の男女が厳しく労働時間を管理された職場で働くようになり、準備と調理に時間と手間がかかる料理を作ることができなくなった。調理設備を持たない主婦たちは、下ごしらえをしたプディングやシチューをパン屋に持っていき、オーブンで焼いてもらうようになった。

## 作り方
地域によって作り方は様々であり、大抵の場合パブ料理として見かける。基本的なレシピは、マトン（今日ではラムを使うことの方が多い）とタマネギを混ぜ、スライスしたジャガイモで覆って焼く。地方によっては、他の野菜（ニンジン、カブ、リーキ）が加わる。初期のレシピの多くには子羊の腎臓が使われていた。最近ではラムの代わりに牛肉やベーコンの塊が使われ、パイ生地をのせて焼くこともある。およそ鍋に入るものであれば、なんでも使われる。
伝統的なレシピにはカキが含まれるが、値段の上昇により一般には使われなくなっている。付け合せとして紫キャベツの酢漬けやテーブルビートの酢漬けがよく出される。いくつかの地域ではランカシャー・チーズも提供される。

### 味付け
塩と胡椒が最も伝統的な味付けである。さらにキッチンにあるあらゆる材料を使うこともできる。大抵の場合ラムやマトンのストックが使われる。また蒸気を逃さず効率よく調理するため、十分に密閉する必要がある。

### ホットポット
ホットポットとは、しばしばイギリス料理でキャセロールを作るのに使われる焼き物の鍋であると思われている。しかし、その名はむしろ中身が材料のごたまぜであることを指していると考えられる。ケネルム・ディグビーが1677年に出版した料理書『開かれたクローゼット』には、「王太后のマトンのホッチポット」のレシピが登場する。また、イザベラ・ビートンによる『ビートン夫人の家政読本』には、マトンの首肉、タマネギ、ニンジン、グリーンピース、カリフラワー、レタスの入った「ホッチ・ポッチ」のレシピがある。